# Anadistoma attenuatum
Anadistoma attenuatum är en sjöpungsart som beskrevs av Kott 1992. Anadistoma attenuatum ingår i släktet Anadistoma och familjen Pseudodistomidae. Inga underarter finns listade i Catalogue of Life.